# Тролокве
Тролокве (хорв. Trolokve) — населений пункт у Хорватії, в Сплітсько-Далматинській жупанії у складі громади Пргомет.

## Населення
Населення за даними перепису 2011 року становило 143 осіб.
Динаміка чисельності населення поселення:

## Клімат
Середня річна температура становить 7,97 °C, середня максимальна – 20,89 °C, а середня мінімальна – -5,72 °C. Середня річна кількість опадів – 1033 мм.
| Клімат поселення                              | Клімат поселення | Клімат поселення | Клімат поселення | Клімат поселення | Клімат поселення | Клімат поселення | Клімат поселення | Клімат поселення | Клімат поселення | Клімат поселення | Клімат поселення | Клімат поселення | Клімат поселення |
| Показник                                      | Січ.             | Лют.             | Бер.             | Квіт.            | Трав.            | Черв.            | Лип.             | Серп.            | Вер.             | Жовт.            | Лист.            | Груд.            |                  |
| Середній максимум, °C                         | 5,92             | 5,84             | 8,14             | 11,94            | 16,74            | 20,24            | 20,89            | 20,83            | 17,01            | 13,05            | 8,63             | 6,13             |                  |
| Середня температура, °C                       | 0,15             | 0,06             | 2,37             | 6,18             | 10,97            | 14,46            | 16,70            | 16,65            | 12,83            | 8,87             | 4,45             | 1,94             |                  |
| Середній мінімум, °C                          | −5,63            | −5,72            | −3,4             | 0,40             | 5,18             | 8,68             | 12,52            | 12,46            | 8,64             | 4,69             | 0,26             | −2,25            |                  |
| Норма опадів, мм                              | 79               | 76               | 80               | 87               | 75               | 77               | 52               | 65               | 92               | 111              | 131              | 108              |                  |
| Середньомісячна швидкість вітру, м/с          | 3.41             | 3.69             | 3.59             | 3.40             | 3.02             | 2.68             | 2.58             | 2.54             | 2.92             | 3.18             | 3.68             | 3.89             |                  |
| Середньомісячна сонячна радіація, кДж/м²·день | 5217             | 7885             | 11635            | 15906            | 19408            | 21943            | 23445            | 20693            | 15553            | 10300            | 5846             | 4499             |                  |
| --------------------------------------------- | ---------------- | ---------------- | ---------------- | ---------------- | ---------------- | ---------------- | ---------------- | ---------------- | ---------------- | ---------------- | ---------------- | ---------------- | ---------------- |
| Джерело:                                      |                  |                  |                  |                  |                  |                  |                  |                  |                  |                  |                  |                  |                  |